# Sierra Nevada (USA)
Sierra Nevada är en bergskedja i västra USA, som ligger nästan helt och hållet i östra Kalifornien. Sevärda delar i Nevada är Genoa nära Tahoesjön som är Nevadas äldsta bosättning. Regionen kring Tahoesjön är en blandning av snötäckta bergstoppar och öken. Här ligger också Carson City som är Nevadas huvudstad.